# Lois Brako
Lois Brako (5 de diciembre de 1950 (74 años) ) es una botánica y micóloga estadounidense.
Ha realizado recolecciones e inventarios florísticos en Perú. Desarrolla actividades académicas en la Universidad de Míchigan.

## Algunas publicaciones
- -----------; AW Meerow; L Brako. 1993. New combinations in Hippeastrum, Ismene, and Leptochiton (Amaryllidaceae) for the flora of Peru. Novon 3: 28-30

- -----------. Inga (Fabaceae), Plantaginaceae, Rosaceae, Sapindaceae. En: L. Brako & J. L. Zarucchi (eds.), Catalogue of the Flowering Plants & Gymnosperms of Peru. Monogr. Syst. Bot.Missouri Bot. Gard. 45: 481-486, 923-925, 1003-1010, 1059-1068. 1993

### Libros
- 1981. The lichens of Wabasha and Winona counties, Minnesota. Ed. University of Minnesota. 278 pp.

- 1987. The lichen genus Phyllopsora (Bacidiaceae) in the neotropics. Ed. City University of New York. 532 pp.

- 1991. Phyllopsora (Bacidiaceae). N.º 55 de Flora neotropica. Ed. Organization for Flora Neotropica by the New York Botanical Garden. 66 pp. ISBN 0893273643

- 1993. Catalogue of the flowering plants and gymnosperms of Peru: Catálogo de las angiospermas y gimnospermas del Perú. N.º 45 de Monographs in systematic botany from the Missouri Botanical Garden. 1.286 pp. ISBN 0915279193

- -----------, Amy Y. Rossman, David F. Farr. 1995. Scientific and common names of 7,000 vascular plants in the United States. U.S. National Fungus Collections. N.º 7 de Contributions from the U.S. National Fungus Collections. 295 pp. ISBN 089054171X

- La abreviatura «Brako» se emplea para indicar a Lois Brako como autoridad en la descripción y clasificación científica de los vegetales.[2]